# 大嶼山西南海岸公園
大嶼山西南海岸公園（英語：Southwest Lantau Marine Park）是香港一個海岸公園，位於新界大嶼山西南部分流以西的附近海域，面積約650公頃，於2020年4月1日劃定。

## 歷史
港府早於2000年提出在大嶼山西南劃定兩個海岸公園，惟一直受漁民團體和區議會反對。2002年，時任行政長官董建華連會同行政會議指示漁農自然護理署署長擬備建議中的西南大嶼山海岸公園和索罟群島海岸公園的未定案地圖。設立這兩個郊野公園的目的是因為兩處海域為中華白海豚和江豚的重要棲息地。其中大嶼山西部的多數水域被視為中華白海豚的主要棲息地，而索罟群島的個別水域亦屬高於平均水平的江豚棲息地。公園有助保護這兩種稀有動物和在該水域生長的其他海洋生物，包括曾在大鴉洲東灣發現的文昌魚和假鐵星珊瑚。
在2004年和2007年的大嶼山發展概念計劃中，均可找到倡議中西南大嶼山海岸公園。
2016年1月，發展局發表第一屆大嶼山發展諮詢會工作報告，其中指出西南大嶼山海岸公園和索罟群島海岸公園將規劃為大嶼南岸生態保育、康樂及綠色旅遊帶，並研究發展適當的水上活動及利用海岸公園作教育用途的活動。
2016年3月，據漁護署的海豚觀察數據顯示，在狗嶺涌和白角附近水域出現的中華白海豚數量有所上升，因此經修訂後的大嶼山西南海岸公園界線，會向東延至相關水域。
2020年4月1日，正式劃定大嶼山西南海岸公園。

## 特色
此海岸公園的總海域面積650公頃，由兩個部分組成。第一部分位於分流村以東沿岸水域；第二部分包括分流村以西的沿岸水域，大致沿南大嶼郊野公園西面海岸線伸延。
一如一般的香港海岸公園，公園周邊大致設有黃色燈號浮標和標界柱，以標明界線。